# Herminio Martínez Álvarez
Herminio Martínez Álvarez (6 gennaio 1896 – 13 luglio 1976) è stato un calciatore spagnolo, di ruolo attaccante.

## Carriera

### Club
Giocò tutta la carriera nel campionato spagnolo.

### Nazionale
Fu convocato per le Olimpiadi del 1924.